# Risius patrocla
Risius patrocla är en insektsart som beskrevs av Ronald Gordon Fennah 1967. Risius patrocla ingår i släktet Risius och familjen Dictyopharidae. Inga underarter finns listade i Catalogue of Life.